# 70.ª edición de los Premios Óscar
La 70.ª edición de los Óscar premió a las mejores películas de 1997. Organizada por la Academia de Artes y Ciencias Cinematográficas, tuvo lugar en el Shrine Auditorium de Los Ángeles (Estados Unidos) el 23 de marzo de 1998.
La película Titanic dirigida por James Cameron y protagonizada por Leonardo DiCaprio y Kate Winslet, fue la gran triunfadora de esta edición, con un total de 11 estatuillas de 14 nominaciones. Compartiendo junto a Ben-Hur, la mayor cantidad de premios en la historia del cine, 7 años más tarde se les sumaría El Señor de los Anillos: el retorno del Rey. Pero, a su vez, se convirtió en la primera película desde 1965 con Sonrisas y lágrimas, que ganó el Óscar a la mejor película sin haber tenido nominación al mejor guion. Jack Nicholson se convirtió en el cuarto actor que ha ganado al menos tres Óscars. Nicholson y Helen Hunt ganaron sus respectivos Óscars por Mejor... imposible, siendo la séptima pareja en conseguir este hito. También curioso el caso de Kate Winslet y Gloria Stuart en Titanic que fueron nominadas por el mismo personaje en la misma película: Rose DeWitt Bukater. A sus 87 años, Stuart se convirtió en la intérprete con más edad en ser nominada.

## Candidaturas y ganadores

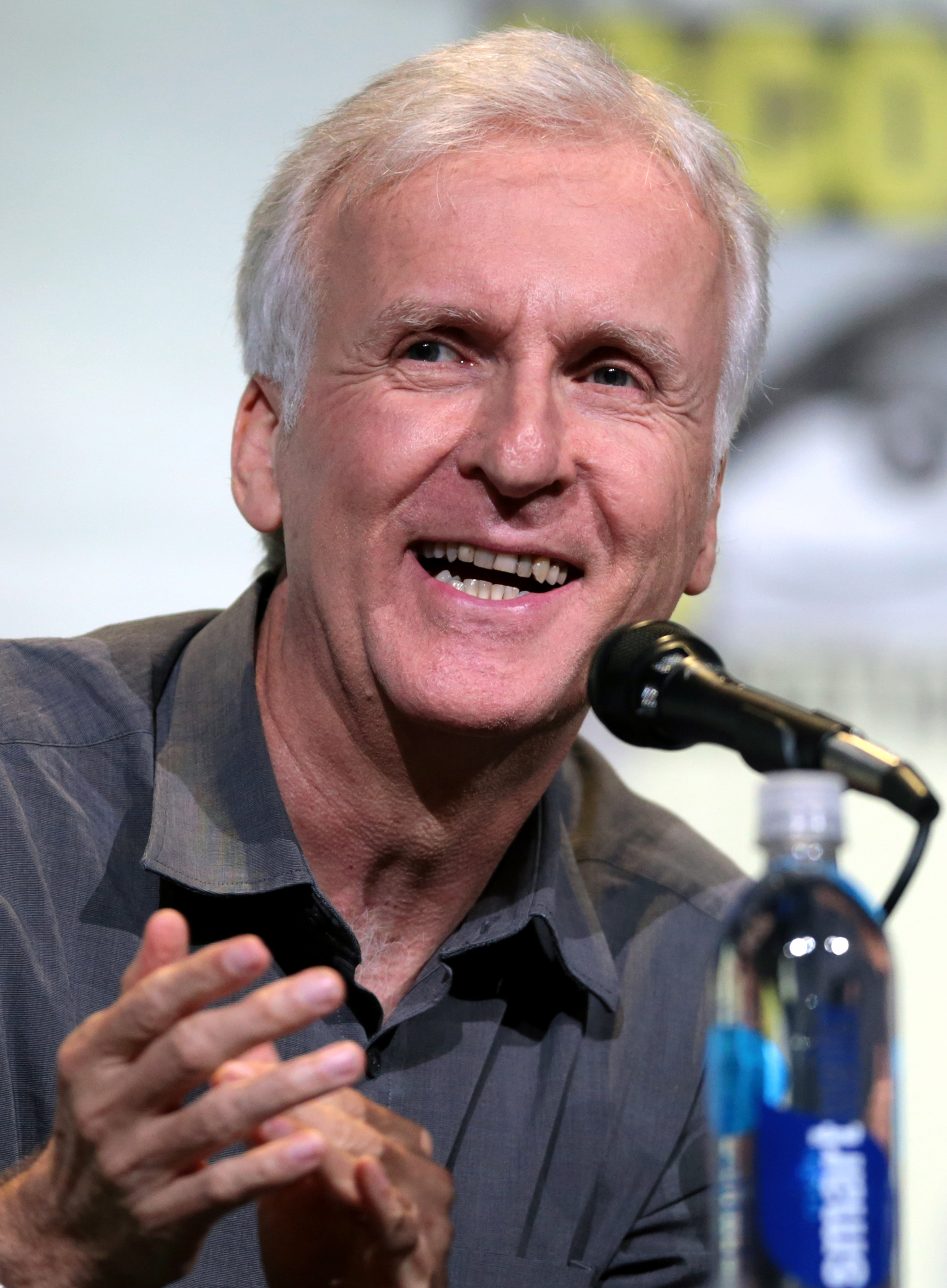
James Cameron fue el ganador del Óscar al mejor director por Titanic.

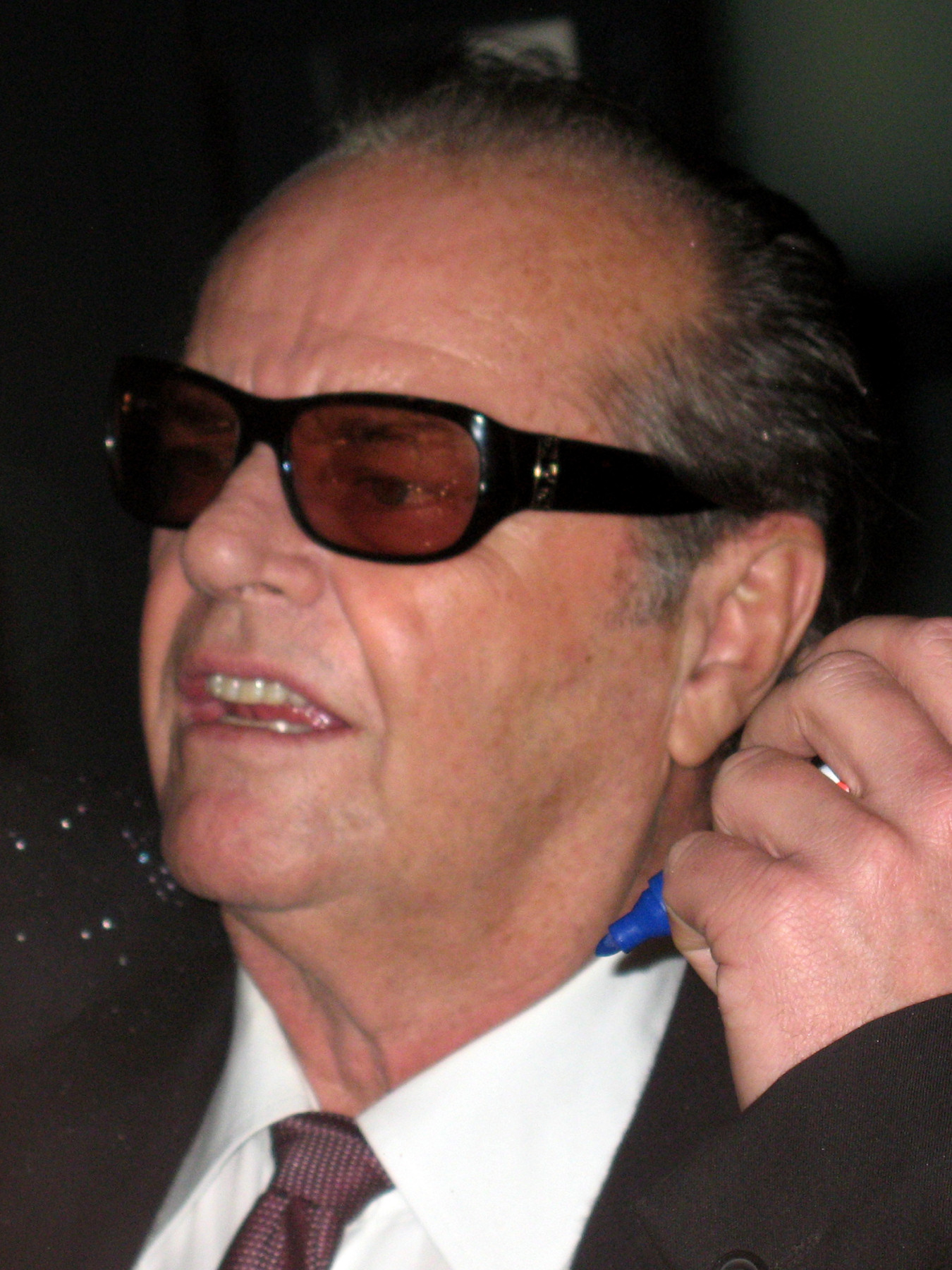
Jack Nicholson fue el ganador del Óscar al mejor actor por Mejor... imposible.

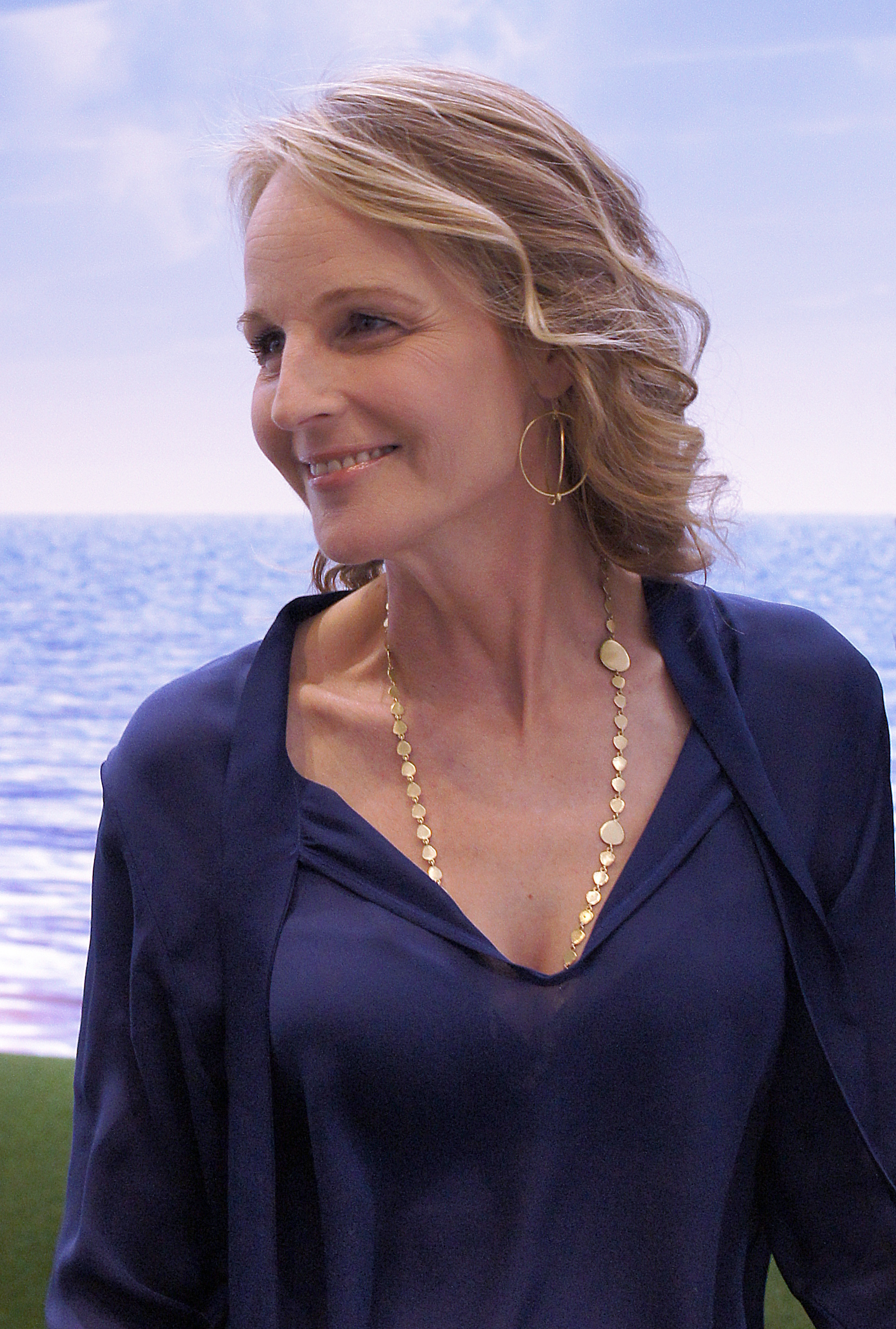
Helen Hunt fue la ganadora del Óscar a mejor actriz por Mejor... imposible.

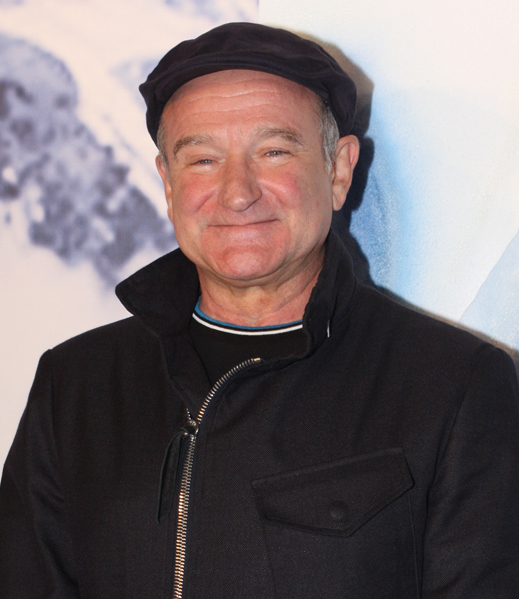
Robin Williams fue el ganador del Óscar a mejor actor de reparto por Good Will Hunting.

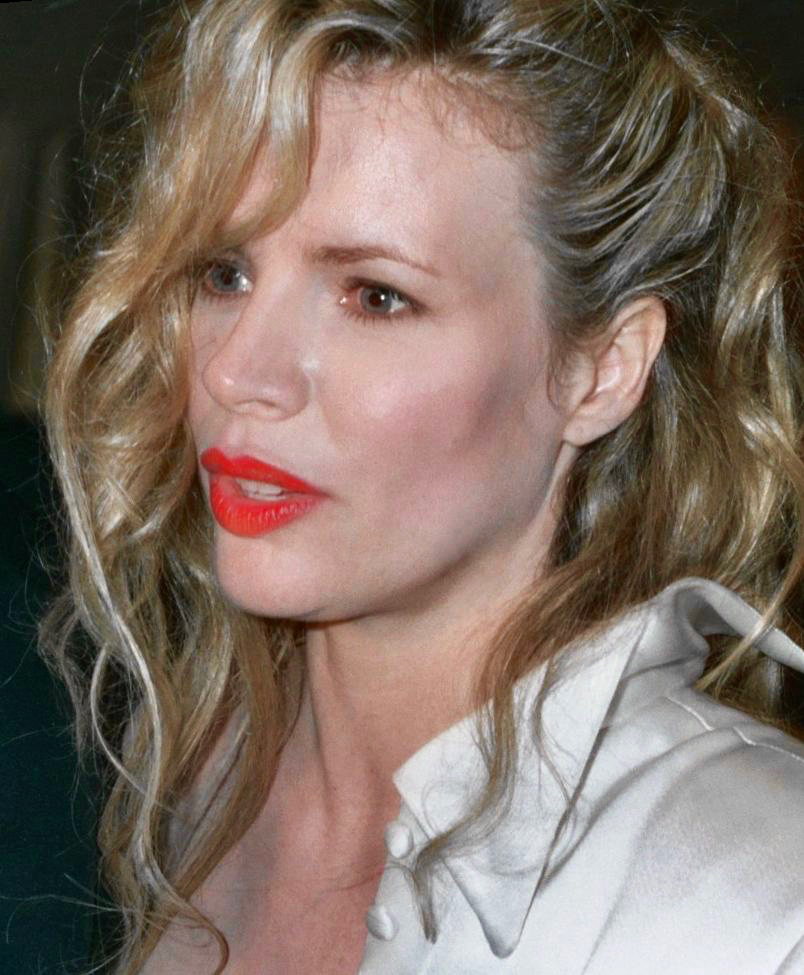
Kim Basinger fue la ganadora del Óscar a la mejor actriz de reparto por L.A. Confidential.

Indica el ganador dentro de cada categoría.
| Mejor película Presentado por: Sean Connery | Mejor director Presentado por: Warren Beatty |
| --- | --- |
| Titanic — James Cameron y Jon Landau | James Cameron — Titanic |
| - As Good as It Gets (Mejor... imposible) — James L. Brooks, Bridgit Johnson y Kristi Zea - The Full Monty — Uberto Pasolini - Good Will Hunting (El indomable Will Hunting) — Lawrence Bender - L.A. Confidential — Arnon Milchan, Curtis Hanson y Michael Nathanson | - Peter Cattaneo — The Full Monty - Atom Egoyan — The Sweet Hereafter (El dulce porvenir) - Curtis Hanson — L.A. Confidential - Gus Van Sant — Good Will Hunting (El indomable Will Hunting) |
| Mejor actor Presentado por: Frances McDormand | Mejor actriz Presentado por: Geoffrey Rush |
| Jack Nicholson — As Good as It Gets (Mejor... imposible) como Melvin Udall | Helen Hunt — As Good as It Gets (Mejor... imposible) como Carol Connelly |
| - Matt Damon — Good Will Hunting (El indomable Will Hunting) como Will Hunting - Robert Duvall — The Apostle (Camino al cielo) como Euliss F. "Sonny" Dewey - Peter Fonda — Ulee's Gold (El oro de Ulises) como Ulysses "Ulee" Jackson - Dustin Hoffman — Wag the Dog (La cortina de humo) como Stanley Motss                                                               | - Helena Bonham Carter — The Wings of the Dove (Las alas de la paloma) como Kate Croy - Julie Christie — Afterglow como Phyllis Mann - Judi Dench — Mrs. Brown (Su Majestad Mrs. Brown) como Victoria del Reino Unido - Kate Winslet — Titanic como Rose DeWitt Bukater |
| Mejor actor de reparto Presentado por: Mira Sorvino | Mejor actriz de reparto Presentado por: Cuba Gooding Jr. |
| Robin Williams — Good Will Hunting (El indomable Will Hunting) como Dr. Sean Maguire | Kim Basinger — L.A. Confidential como Lynn Bracken |
| - Robert Forster — Jackie Brown como Max Cherry - Anthony Hopkins — Amistad como John Quincy Adams - Greg Kinnear — As Good as It Gets (Mejor... imposible) como Simon Bishop - Burt Reynolds — Boogie Nights como Jack Horner | - Joan Cusack — In & Out como Emily Montgomery - Minnie Driver — Good Will Hunting (El indomable Will Hunting) como Skylar - Julianne Moore — Boogie Nights como Amber Waves/Maggie - Gloria Stuart — Titanic como Rose Dawson Calvert |
| Mejor guion original Presentado por: Jack Lemmon y Walter Matthau | Mejor guion adaptado Presentado por: Jack Lemmon y Walter Matthau |
| Good Will Hunting (El indomable Will Hunting) — Ben Affleck y Matt Damon | L.A. Confidential — Brian Helgeland y Curtis Hanson basado en L.A. Confidential por James Ellroy |
| - Boogie Nights — Paul Thomas Anderson - Deconstructing Harry — Woody Allen - As Good as It Gets (Mejor... imposible) — Mark Andrus y James L. Brooks - The Full Monty — Simon Beaufoy | - Donnie Brasco — Paul Attanasio basado en Donnie Brasco: My Undercover Life in the Mafia por Joseph D. Pistone y Richard Woodley - The Sweet Hereafter (El dulce porvenir) — Atom Egoyan basado en The Sweet Hereafter de Russell Banks - The Wings of the Dove (Las alas de la paloma) — Hossein Amini basado en The Wings of the Dove por Henry James - Wag the Dog (La cortina de humo) — Hilary Henkin y David Mamet basado en American Hero por Larry Beinhart |
| Mejor película extranjera (de habla no inglesa) Presentado por: Sharon Stone | Mejor canción original Presentado por: Madonna |
| Karakter (Carácter) (Países Bajos) en neerlandés — Mike van Diem | «My Heart Will Go On» — Titanic; Música por James Horner; Letra por Will Jennings |
| - O que é isso companheiro? (Cuatro días de septiembre) (Brasil) en portugués — Bruno Barreto - Jenseits der Stille (Más allá del silencio) (Alemania) en alemán — Caroline Link - Secretos del corazón (España) en español — Montxo Armendáriz - Vor (Vor. El ladrón) ([Rusia) en ruso — Pavel Chukhraj                                                                    | - «Go the Distance» — Hércules; Música por Alan Menken; Letra por David Zippel - «How Do I Live» — Con Air; Música y Letra por Diane Warren - «Journey to the Past» — Anastasia; Música por Stephen Flaherty; Letra por Lynn Ahrens - «Miss Misery» — Good Will Hunting (El indomable Will Hunting); Música y Letra por Elliott Smith |
| Mejor documental largo Presentado por: Robert De Niro | Mejor documental corto Presentado por: Djimon Hounsou |
| The Long Way Home — Rabbi Marvin Hier y Richard Trank | A Story of Healing — Donna Dewey y Carol Pasternak |
| - 4 Little Girls — Spike Lee y Sam Pollard - Ayn Rand: A Sense of Life — Michael Paxton - Colors Straight Up — Michèle Ohayon y Julia Schachter - Waco: The Rules of Engagement — Dan Gifford y William Gazecki | - Alaska: Spirit of the Wild — George Casey y Paul Novros - Amazon — Kieth Merrill y Jonathan Stern - Family Video Diaries: Daughter of the Bride — Terri Randall - Still Kicking: The Fabulous Palm Springs Follies — Mel Damski y Andrea Blaugrund |
| Mejor cortometraje Presentado por: Matt Damon y Ben Affleck | Mejor cortometraje animado Presentado por: Matt Damon y Ben Affleck |
| Visas and Virtue — Chris Tashima y Chris Donahue | Geri's Game — Jan Pinkava |
| - Dance Lexie Dance — Tim Loane - It's Good to Talk — Roger Goldby y Barney Reisz - Sweethearts? — Birger Larsen y Thomas Lydholm - Wolfgang — Anders Thomas Jensen y Kim Magnusson | - Famous Fred — Joanna Quinn - Redux riding hood — Steve Moore y Dan O'Shannon - Rusalka — Aleksandr Petrov - The Old Lady and the Pigeons — Sylvain Chomet |
| Mejor banda sonora - Drama Presentado por: Antonio Banderas | Mejor banda sonora - Comedia o musical Presentado por: Jennifer Lopez |
| Titanic — James Horner | The Full Monty — Anne Dudley |
| - Amistad — John Williams - Good Will Hunting (El indomable Will Hunting) — Danny Elfman - Kundun — Philip Glass - L.A. Confidential — Jerry Goldsmith | - Anastasia — Stephen Flaherty, Lynn Ahrens y David Newman - Men in black (Hombres de negro) — Danny Elfman - My Best Friend's Wedding (La boda de mi mejor amigo) — James Newton Howard - As Good as It Gets (Mejor... imposible) — Hans Zimmer |
| Mejor edición de sonido Presentado por: Mike Myers | Mejor sonido Presentado por: Cameron Diaz |
| Titanic — Tom Bellfort y Christopher Boyes | Titanic — Gary Rydstrom, Tom Johnson, Gary Summers y Mark Ulano |
| - The Fifth Element (El quinto elemento) — Mark Mangini - Face-Off (Cara a cara) — Mark P. Stoeckinger y Per Hallberg | - Air Force One — Paul Massey, Rick Kline, D. M. Hemphill y Keith A. Wester - Con Air — Kevin O'Connell, Greg P. Russell y Arthur Rochester - Contact — Randy Thom, Tom Johnson, Dennis Sands y William B. Kaplan - L.A. Confidential — Andy Nelson, Anna Behlmer y Kirk Francis |
| Mejor dirección artística Presentado por: Meg Ryan | Mejor fotografía Presentado por: Denzel Washington |
| Titanic — Dirección artística: Peter Lamont; Diseño de decorados: Michael Ford | Titanic — Russell Carpenter |
| - Gattaca – Dirección artística: Jan Roelfs; Diseño de decorados: Nancy Nye - Men in black (Hombres de negro) — Dirección artística: Bo Welch; Diseño de decorados: Cheryl Carasik - Kundun — Dirección artística: Dante Ferretti; Diseño de decorados: Francesca Lo Schiavo - L.A. Confidential — Dirección artística: Jeannine Oppewall; Diseño de decorados: Jay R. Hart | - Amistad — Janusz Kaminski - Kundun — Roger Deakins - L.A. Confidential — Dante Spinotti - The Wings of the Dove (Las alas de la paloma) — Eduardo Serra |
| Mejor maquillaje Presentado por: Drew Barrymore | Mejor diseño de vestuario Presentado por: Elisabeth Shue |
| Men in black (Hombres de negro) — Rick Baker y David LeRoy Anderson | Titanic — Deborah L. Scott |
| - Mrs. Brown (Su Majestad Mrs. Brown) — Lisa Westcott, Veronica Brebner y Beverley Binda - Titanic — Tina Earnshaw, Greg Cannom y Simon Thompson | - Amistad — Ruth E. Carter - Kundun — Dante Ferretti - The Wings of the Dove (Las alas de la paloma) — Sandy Powell - Óscar y Lucinda — Janet Patterson |
| Mejor montaje Presentado por: Samuel L. Jackson | Mejores efectos visuales Presentado por: Helen Hunt |
| Titanic — Conrad Buff, James Cameron y Richard A. Harris | Titanic — Robert Legato, Mark Lasoff, Thomas L. Fisher y Michael Kanfer |
| - Air Force One — Richard Francis-Bruce - Good Will Hunting (El indomable Will Hunting) — Pietro Scalia - L.A. Confidential — Peter Honess - As Good as It Gets (Mejor... imposible) — Richard Marks | - Starship Troopers — Phil Tippett, Scott E. Anderson, Alec Gillis y John Richardson - The Lost World: Jurassic Park (El mundo perdido: Jurassic Park) — Dennis Muren, Stan Winston, Randal M. Dutra y Michael Lantieri |

### Maestro de ceremonias
• Billy Crystal

### Presentadores de Clips
- Sigourney Weaver - Clip de Mejor... imposible
- Geena Davis - Clip de The Full Monty
- Matt Dillon - Clip de Good Will Hunting
- Alec Baldwin - Clip de L.A. Confidential
- Arnold Schwarzenegger - Clip de Titanic

### Óscar Honorífico
- Stanley Donen, presentado por Martin Scorsese

## In Memoriam
La academia recuerda a aquellas personalidades que fallecieron durante el año anterior: Anthony Bushell, Jean Louis (diseñadora de costura), Brian May (compositor), Paul Lambert, Thelma Carpenter, Richard Jaeckel, Don Henderson, Brian Keith, William Hickey, Robert Mitchum, James Stewart, Jacques-Yves Cousteau, William Reynolds (editor), Gene Warren (efectos especiales), Toshirō Mifune, Don Steele, Camila Spira, Eddie Little Sky, Samuel Fuller (director), Burgess Meredith, Red Skelton, Dorothy Kingsley (guionista), Andrew Keir, John Denver, Audra Lindley, Arthur Ibbetson (cinematógrafo), Don Messick (actor de voz), Michael Ward, William Alland (productor), Richard Vernon, Stubby Kaye, Chris Farley, Dawn Steel (productor), Denver Pyle, Sonny Bono, Jack Lord, Jack T.Collis (productor), Douglas Gamley (compositor), Chuck Hayward, Henry Youngman y J.T.Walsh.

## Reunión de Intérpretes galardonados con el Óscar (70 actores en el escenario)
Para celebrar la 70 Edición de los Óscar, la academia rindió homenaje a los actores ganadores de un Óscar de interpretación, al evento acudieron 70 actores y actrices.
Anne Bancroft, Kathy Bates, Ernest Borgnine, Ellen Burstyn, Red Buttons, Michael Caine, George Chakiris, Cher, Julie Christie, Sean Connery, Geena Davis, Robert De Niro, Michael Douglas, Richard Dreyfuss, Faye Dunaway, Robert Duvall, Louise Fletcher, Brenda Fricker, Whoopi Goldberg, Cuba Gooding Jr, Louis Gossett Jr, Lee Grant, Joel Grey, Charlton Heston, Dustin Hoffman, Celeste Holm, Holly Hunter, Anjelica Huston, Timothy Hutton, Jeremy Irons, Claude Jarman Jr, Jennifer Jones, Shirley Jones, George Kennedy, Ben Kingsley, Martin Landau, Cloris Leachman, Jack Lemmon, Karl Malden, Marlee Matlin, Walter Matthau, Mercedes McCambridge, Frances McDormand, Rita Moreno, Patricia Neal, Jack Nicholson, Jack Palance, Anna Paquin, Estelle Parsons, Gregory Peck, Joe Pesci, Sidney Poitier, Louise Rainer, Vanessa Redgrave, Cliff Robertson, Geoffrey Rush, Harold Russell, Eva Marie Saint, Susan Sarandon, Maximilian Schell, Mira Sorvino, Rod Steiger, Shirley Temple, Marisa Tomei, Claire Trevor, Jon Voight, Denzel Washington, Vincent Winter, Shelley Winters, Teresa Wright.

## Premios y nominaciones múltiples
| Película                                      | Candidaturas | Premios |
| --------------------------------------------- | ------------ | ------- |
| Titanic                                       | 14           | 11      |
| Good Will Hunting (El indomable Will Hunting) | 9            | 2       |
| L.A. Confidential                             | 9            | 2       |
| As Good as It Gets (Mejor... imposible)       | 7            | 2       |
| The Full Monty                                | 4            | 1       |
| Men in Black (Hombres de negro)               | 3            | 1       |
| Karakter (Carácter)                           | 1            | 1       |
| The Wings of the Dove (Las alas de la paloma) | 4            | 0       |
| Amistad                                       | 4            | 0       |
| Kundun                                        | 4            | 0       |
| Boogie Nights                                 | 3            | 0       |
| Mrs. Brown (Su Majestad Mrs. Brown)           | 2            | 0       |
| The Sweet Hereafter (El dulce porvenir)       | 2            | 0       |
| Air Force One                                 | 2            | 0       |
| Con Air                                       | 2            | 0       |
| Wag the Dog (La cortina de humo)              | 2            | 0       |
| Anastasia                                     | 2            | 0       |